# Великий Мох (Гомельская область)
Великий Мох (бел. Вялікі Мох) — посёлок в Кошелёвском сельсовете Буда-Кошелёвского района Гомельской области Белоруссии.
На юге граничит с лесом.

## География

### Расположение
В 1 км на восток от районного центра и железнодорожной станции Буда-Кошелёвская (на линии Жлобин — Гомель), 49 км от Гомеля. На юге граничит с лесом. 

## Транспортная сеть
Транспортные связи по просёлочной, затем автомобильной дороге Гомель — Жлобин.
Застройка двусторонняя, деревянными домами усадебного типа.

## История
Основана в начале XX века переселенцами с соседних деревень. В 1930 году жители деревни вступили в колхоз. В 1959 году в составе совхоза имени П. Я. Головачёва (центр — деревня Кошелёво).

## Население

### Численность
- 2004 год — 65 хозяйств, 122 жителя.

### Динамика
- 1959 год — 150 жителей (согласно переписи).
- 2004 год — 65 хозяйств, 122 жителя.